# Ribeira de Alcantarilha
A Ribeira de Alcantarilha ou Ribeira da Enxorrada tem a sua foz no Oceano Atlântico entre Pêra e Armação de Pêra após percorrer os 30 quilómetros do seu percurso e passar pela localidade que lhe dá o nome.

## Afluentes
- Ribeira de Algoz
- Barranco Longo